# حي الشاطئ الغربي
حي الشاطئ الغربي جزء من حي الشاطئ في مدينة الدمام، بالمنطقة الشرقية من المملكة العربية السعودية، ويتكون من ثلاثة أجزاء:
- حي الشاطئ الثاني.
- حي الشاطئ الرابع.
- حي الشاطئ السادس.

## أبرز معالمه
- القرية الشعبية.
- الواجهة البحرية.

## أبرز مدارسه
- مدارس البسام الأهلية.

## أبرز مساجده
- جامع كانو.